# Pio Tuia
Pio Tuia (geboren 1943) is een Tokelaus politicus. Hij was vijf keer Ulu-o-Tokelau (hoofd van de regering van Tokelau). De functie van Ulu-o-Tokelau roteert jaarlijks tussen de drie faipule van de atollen. 
Tuia was voor het laatst faipule van van Nukunonu tussen 2008 en 2011. Van 2010 tot 2011 was hij minister van Volksgezondheid en Ondersteunende Diensten in de regering-Nasau VI. Na het aantreden van zijn collega-minister Foua Toloa als premier in 2011 verliet Tuia de nationale politiek.

## Politiek
Pio Tuia is een fel voorstander van onafhankelijkheid of het statuut van vrije associatie voor Tokelau (zoals de Cookeilanden en Niue dat hebben). Nadat er bij het voorlaatste referendum over zelfbestuur 35 stemmen te weinig waren voor meer autonomie verklaarde hij aan de Belgische journalist Rudi Rotthier, die voor de krant De Morgen enkele maanden in Oceanië reisde, dat hij vermoedde dat vooral de kiezers op Atafu en Fakaofo tegen het nieuwe statuut hadden gestemd. Hij stelde daarom voor om desnoods Nukunonu apart onafhankelijk te verklaren. Nukunonu zou in dat geval qua aantal inwoners het kleinste land ter wereld worden, met een bevolking half zo groot als die van Vaticaanstad. (Qua oppervlakte zouden alleen Vaticaanstad en Monaco kleiner zijn.) Naar eigen zeggen hebben de inwoners van Nukunonu een eigen vlag en volkslied.
Bij het volgende referendum, in 2007, waren er nog 16 stemmen (3%) te kort. Het is niet bekend of en wanneer er een volgend referendum plaatsvindt.